# Shailja Patel
Shailja Patel, född 1 januari 1970, är en kenyansk-amerikansk poet, manusförfattare och skådespelerska.
Hon är uppvuxen i Nairobi och bor där halva året och halva i San Francisco. Under 2006 uppträdde hon med Migritude I: When Sari Speaks, en enmansshow där hon berättar om kvinnors öden i Indien och Östafrika. Föreställningen kom senare att ligga till grund för boken Migritude, publicerad på engelska år 2010. Boken utkom på svenska år 2012, i översättning av Meta Ottosson. Själva ordet "migritude" är enligt Patel en kombination av "migration", "attityd" och "négritude".
Till Patels litterära produktion kan även nämnas Dreaming in Gujarati och Eater of Death, två diktsamlingar som med  samhällsengagemang vänder sig mot dåtidens och nutidens imperialism, rasism och fascism.
Shailja Patel är politiskt engagerad och hon har grundat Direct Action Training Program i Kenya, en organisation som möjliggör för gräsrotsrörelser att engagera sig politiskt. Hon blev kritikerrosad för sitt inlevelsefulla scenframträdande på Stockholms Poesifestival 2009, det år hon var Nordiska Afrikainstitutets gästförfattare. Patel har prisbelönats både för sin poesi och för sina framträdanden som performance-artist.